# La primera vez sobre la hierba
La primera vez sobre la hierba (en italiano: La prima volta sull'erba; es una película italiana de 1974 del director Gianluigi Calderone. El film entró en el concurso oficial de la Festival de Cine de Berlín de 1975.

## Argumento
A principios del siglo XX, en una pensión del Tirol se encuentran dos familias: un médico con su hijo y una viuda con su hija. Entre los dos jóvenes, nace una bella amistad que se transformará en una relación desinhibida, aprobada por sus padres que tiene una visión muy liberal de la vida. Mientras tanto, los padres también se enamoran y esto provocará un bloqueo emocional en la relación de los jóvenes. Cuando los chicos intentan un doble suicidio, frustrado por un amigo, las dos familias quedarán separadas para siempre.

## Reparto
- Anne Heywood como Margherita
- Mark Lester como Franz
- Claudio Cassinelli como Hans
- Monica Guerritore como Lotte
- Giovanna Di Bernardo
- Bruno Zanin
- Vincenzo Ferro
- Janine Samona
- Anna Waidmann
- Giuseppe Winkler
- Lorenzo Piani